# Zabajka
Zabajka [zaˈbai̯ka] Gmina Głogów Małopolski közigazgatási körzetében, Rzeszów megyében, a Kárpátaljai vajdaságban, Délkelet-Lengyelországban található település. 2019 végéig önálló község volt,  2020. január 1-jétől Głogów Małopolski város része lett. A község a várostól 3 kilométerre, a régió központjától, Rzeszówtól 14 kilométerre fekszik. A település ismert lovasturizmusáról, gyógyászati és rehabilitációs táborairól. A 19-20. század fordulóján a településről több család is Magyarország jelenlegi területére vándorolt.